# 达娜·内塞尔
达娜·内塞尔（1969年4月19日—）是美国的政治家和律师，自2019年1月起担任密歇根州第54任司法部长。她是民主党成员，是美国第二位公开承认自己是女同性恋的州司法部长（第一位是莫拉·希利），也是密歇根州首位公开承认自己是LGBT人士的州级官员。她还是密歇根州首位当选的犹太人司法部长。